# Мостостроительный отряд № 19
ОАО «Мостостроительный отряд № 19» (Мостоотряд № 19) — мостостроительная компания Санкт-Петербурга.

## Собственники и руководство
Председатель совета директоров (май 2008) — Владимир Кудряшов

## Деятельность
Организация специализируется на транспортном строительстве Санкт-Петербурга, Ленинградской области, а также Москвы и Московской области.
96,3 % выручки от деятельности приходится на строительство, ремонт и реконструкция мостов, путепроводов, эстакад и других транспортных сооружений.
Крупнейшие из объектов 2007 года в Санкт-Петербурге:
- Строительство второй очереди Большого Обуховского моста — первого вантового моста через Неву
- Строительство южного участка Западного скоростного диаметра
- Реконструкция моста лейтенанта Шмидта (Благовещенского) через Неву

В Москве:
- Участок третьего транспортного кольца от Звенигородского шоссе до Беговой улицы.

Выручка компании от основной деятельности в 2007 году составила 11,2 млрд руб. (в 2006 году — 6,6 млрд).

### Заказы по состоянию на 2008 год
- Проект «Речной порт „Морской фасад“».[3]
- Мост в районе острова Серный

## Прекращение деятельности
2012 год, когда портфель заказов предприятия составил 8,3 млрд рублей, стал последним успешным годом в его деятельности. С 2013 года компания стала испытывать большие трудности и в 2015 году кредиторами было инициировано ее банкротство. В октябре 2016 года предприятие признано банкротом.